# 공학박사
공학박사(工學博士, D.Eng, EngD)는 대학원 관련 학위이다. 이 학위로써 공과 대학 예하 교수직원 직위를 지내는 것이 대표적이다. 정부기관이나 기업체의 연구원이 되기도 한다. 
공학박사는 공학 분야에서 가장 높은 학문적 자격을 나타내며, 공학 분야 중 하나를 성공적으로 이수하면 일반적으로 해당 분야의 정규 대학 교수 또는 연구원 등으로 취업할 수 있다. 영어 경칭 "Dr"로 표시되는 학명인 Doctor를 사용할 수 있으며 명함에 일반적으로 Ph.D.라고 표기한다.
공학박사는 복잡한 산업 문제를 해결한다는 주요 목표를 가지고 있다. 학위를 취득하기 위해서는 공학적인 논문을 학칙에서 정하는 일정 수준 이상의 학회지에 논문을 게재하고 졸업시험 및 영어시험 등을 통과하여야 한다. 이와 같은 졸업 요건을 갖추게 되면, 박사 학위논문을 작성하여 제출할 자격을 부여 받게 되며, 박사학위 후보자는 논문심사 위원회라고 불리는 전문 심사관 패널 앞에서 논문에 대한 이론을 설명하고 심사관들의 질문에 적절한 방어(Defense)를 해야한다. 수차례의 논문심사가 이뤄지며 논문이 최종 통과가 되면 정식적으로 공학박사 학위를 수여 받게 된다.

## 같이 보기
- 경영학 박사
- 교육과학 박사
- 철학박사
- 이학박사
- 공과대학